# Diábulus in música (canción)
Diábulus in música es el decimotercer sencillo de Mägo de Oz, y el tercero y último del álbum Gaia II: La voz dormida. 
El nombre del tema proviene de una copia incorrecta del término latino diábolus in musica (el diablo en la música), que era la manera en que los religiosos cristianos del Medioevo criticaban el uso del tritono en las composiciones musicales.
Si bien se aleja mucho del estilo folk que mostró la banda Mägo de Oz en sus inicios como conjunto, esta canción contiene potentes riffs de guitarra que —mezclados con los instrumentos clásicos de Mägo de Oz (violín y flauta)— le dan una potencia y estilo únicos.
Cabe señalar la notable intervención de Patricia Tapia (KHY), exvocalista del grupo Nexx, quien canta después del solo de guitarra ejecutado por Jorge Salán.
Este tema ha causado mucha controversia entre los más conservadores debido a su alto y explícito contenido antirreligioso (algo que se puede ver en el vídeo). Pero estas críticas no han pesado sobre Mägo De Oz, quienes seguirán fieles a su estilo y a su ideología.
En 2006 la canción fue incluida en el disco compilatorio The Best Oz, dada su calidad de sencillo.
El sencillo incluyó como Cara B una versión del tema "Take on Me", del grupo A-ha.

## Lista de canciones
| N.º | Título                                         | Duración |  |
| 1.  | «Diabulus in Música»                           | 4:44     |  |
| 2.  | «Take On Me» (a-ha cover)                      | 5:08     |  |
| 3.  | «Diabulus in Música» (Demo con Patricia Tapia) | 4:50     |  |
| 4.  | «El Príncipe de la Dulce Pena» (Parte 2)       | 2:00     |  |

## Intérpretes
- José Andrëa: Voz
- Txus: Batería
- Mohamed: Violín
- Jorge Salán: Guitarra solista
- Carlitos: Guitarra solista
- Frank: Guitarra rítmica
- Peri: Bajo
- Kiskilla: Teclados, piano y sintetizadores
- Fernando Ponce: Flauta travesera

### Colaboraciones
- Patricia Tapia y Tony Menguiano: Coros